# Condado de El Paso (Texas)
El Condado de El Paso es el último condado hacia el oeste del estado de Texas, en los Estados Unidos. En el Censo del 2010, la población del condado era de 800,647 personas. haciéndolo el sexto condado más poblado de Texas. La sede del condado es El Paso, la sexta ciudad más poblada de Texas y la decimonovena más poblada de los Estados Unidos. El condado fue creado en 1850 y organizado después en 1871.
El Paso es la abreviación de "El Paso del Norte"; nombrado así por el paso que el Río Bravo crea a través de las montañas en ambos lados del Río.
El condado se encuentra en el extremo oeste del estado y al norte de la frontera con México.
El Condado de El Paso es incluido en el área metropolitana estadística de El Paso, TX. Junto al Condado de Hudspeth, es uno de los únicos dos condados del estado de Texas que se encuentran en el huso horario de Tiempo de la Montaña, en lugar del Tiempo del Centro. Es uno de los nueve condados que integran la región de Transpecos del Oeste de Texas.

## Geografía
Según la Oficina del Censo de los EE. UU., el condado tiene un área total de 1,015 mi² (2630 km²); de las que 1,013 mi² (2620 km²) son de tierra y 2,3 mi² (6,0 km², 2%) agua.

### Condados y Municipios Adyacentes
- Condado de Doña Ana, Nuevo México – noroeste
- Condado de Otero, Nuevo México – noreste
- Condado de Hudspeth, Texas – este
- Guadalupe, Chihuahua, México – sur
- Juárez, Chihuahua, México – suroeste
- Municipio de Praxedis G. Guerrero, Chihuahua, México – sureste

### Áreas Protegidas Nacionales
- Memorial nacional de El Chamizal
- Camino Real de Tierra Adentro (parte)

## Demografía
En el Censo de 2010, había 800,647 habitantes en el condado. 82.1% eran de Raza Blanca, 10.5% de otras razas, 3.1% Afroamericanos o Negros, 2.5% de dos o más razas, 1.0% Asiáticos, .8% Nativo Americanos y .1 % Isleños del Pacífico. 82.2 % eran Latinos o hispanos de cualquier raza. 
En el censo del 2000, había 679,622 habitantes; 210,022 hogares y 166,127 familias residiendo en el condado. La densidad de población era de 671 personas por milla cuadrada (259/km²). Habían 224,447 casas a una densidad media de 22 por milla cuadrada (86/km²). La composición racial del condado era 73.95% de Raza Blanca, 17.91% de otras razas, 3.06% Afroamericanos o Negros, .082% Nativo Americanos, .98% Asiáticos, .10% Isleños del pacífico y 3.19% de dos o más razas. 78.23% de la población eran hispanos o Latinos de cualquier raza.
Había 210,022 hogares, de los cuales 44.09% tenían hijos menores de 18 años viviendo con ellos, 56.70% eran parejas casadas viviendo juntos, 18% tenían un cabeza familiar femenina sin esposo presente y 20.90% eran personas sin relación genética. 17.80% de todos los hogares estaba integrado por una sola persona y 6.70% tenían a alguien viviendo solo de 65 años o mayor. El tamaño promedio del hogar era de 3.18 y la familia promedio de 3.63. 
En el condado la población se extendió a 32% menores de 18 años, 10.60% de 18 a 24, 29.30% de 25 a 44, 18.40% de 45 a 64 y 9.70% de 65 años o más. La edad media era 30 años. Por cada 100 mujeres había 93.20 hombres. Por cada 100 mujeres de 18 o mayor había 88.70 hombres. 
El ingreso medio por hogar en el condado era $31,051 y el ingreso medio por familia de $33,410. Los hombres tenían un ingreso medio de $26,882 contra $20,722 para las mujeres. El ingreso per cápita del condado era $13,421. Alrededor de 20.50% de las familias y 23.80% de la población estaban debajo de la línea de pobreza, incluyendo 31.50% menores de 18 años y 18.50% de 65 o más.

## Política
La mayor parte del Condado de El Paso está incluido en 16.º distrito congresional de Texas en la Cámara de Representantes, representado por la Demócrata Verónica Escobar. Una pequeña porción del este del condado se encuentra en el 23.º distrito congresional de Texas, representado desde 2015 por el Republicano Will Hurd. El Condado de El Paso es históricamente Demócrata y la elección presidencial del 2008 no fue excepción. El demócrata Barack Obama ganó 66% de los votos con 121,589 votos a favor, a pesar de que perdió todo el estado de Texas por 946,000 votos aproximadamente. El republicano John McCain ganó 33% del voto en el condado con 61,598 votos. Otros candidatos ganaron 1% del voto. En 2004 el demócrata John F. Kerry ganó el Condado de El Paso por un margen incluso más pequeño que el de Barack Obama. John Kerry ganó 56% del voto con 95,142 votos. El republicano George W. Bush ganó 43% del voto con 73,261 votos. Otros candidatos ganaron 1% del voto. 
La Oficina del Sheriff del Condado de El Paso tiene su sede en una área no incorporada en el Condado de El Paso. Alguna vez estuvo situada dentro de la ciudad de El Paso. El Complejo de Aplicación de la Ley "Leo Samaniego" se encuentra adyacente a la sede de la oficina del Sheriff.
Como todos los condados de Texas, el Condado de El Paso está gobernado por una Corte de Comisionados, que consiste en un juez de Condado, electo por todo el condado, y cuatro Comisionados de Condado, que representan precintos individuales. Si bien el Juez de Condado posee algunos poderes tradicionales de un juez, el Juez de Condado funge principalmente como jefe ejecutivo del condado. El juez de Condado preside las juntas de la Corte de Comisionados, emite un voto en la Corte (como los comisionados) y no posee autoridad de veto. 
La Jueza de Condado es Verónica Escobar, y los comisionados del condado son Carlos León (Recinto 1), David Stout (Recinto 2), Vince Pérez (Recinto 3), y Andrew Reed Haggerty. Haggerty (nacido en 1979) es republicano, los otros comisionados y la jueza son demócratas.
Escobar fue elegida en 2010 y reelegida en 2014, y ha estado en el cargo desde 2011. León y Pérez fueron elegidos por primera vez en 2012, y han estado a cargo desde 2013. Haggerty y Stout fueron elegidos por primera vez en 2014, y han estado a cargo desde 2015.